# پوازی ۱۲۲۸۶
سیارک ۱۲۲۸۶ (به انگلیسی: 12286 Poiseuille، نامگذاری:1991GY4) دوازده هزار و دویست و هشتاد و ششمین سیارک کشف شده‌است که در ۸ آوریل ۱۹۹۱ کشف شد.
قدر مطلق سیارک برابر ۱۶.۲ است.